# 鹿児島県道60号国分霧島線
鹿児島県道60号国分霧島線（かごしまけんどう60ごう こくぶきりしません）は、鹿児島県霧島市を通る県道（主要地方道）である。

## 概要
市役所の所在する国分地区と、霧島神宮が鎮座する霧島地区とを結ぶ。国分新町から霧島永水までは、宮崎県道・鹿児島県道2号都城隼人線と重複する。

### 路線データ
- 陸上距離：20.735 km[1]
- 起点：鹿児島県霧島市国分広瀬三丁目（広瀬西交差点、国道10号交点）
- 終点：鹿児島県霧島市霧島田口（霧島神宮前交差点、国道223号交点）

## 歴史
- 1958年（昭和33年）11月1日 - 路線認定[2]。
- 1993年（平成5年）5月11日 - 建設省から、県道国分霧島線が国分霧島線として主要地方道に指定される[3]。

## 路線状況

### 重複区間
- 鹿児島県道471号北永野田小浜線（霧島市国分中央3丁目・国分川跡交差点 - 霧島市国分清水1丁目・国分市清水交差点）
- 鹿児島県道472号日当山敷根線（霧島市国分中央3丁目・国分川跡交差点 - 霧島市国分中央1丁目・国分市中央一丁目交差点）
- 宮崎県道・鹿児島県道2号都城隼人線（霧島市国分新町・久保田交差点 - 霧島市国分重久）
- 鹿児島県道470号犬飼霧島神宮停車場線（霧島市霧島大窪 - 霧島市霧島田口・霧島神宮駅前交差点）

## 地理

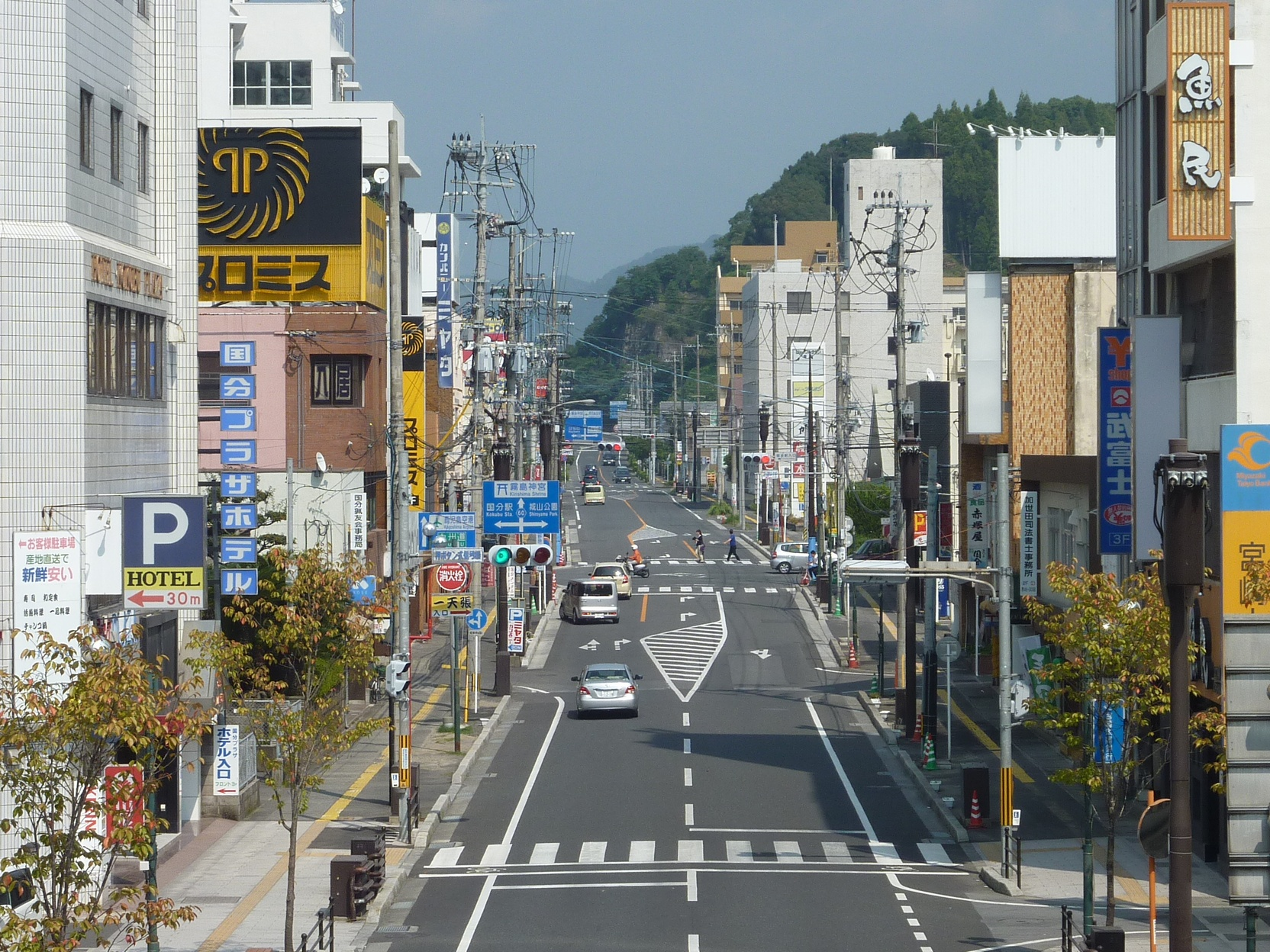
霧島市街（国分中央三丁目）

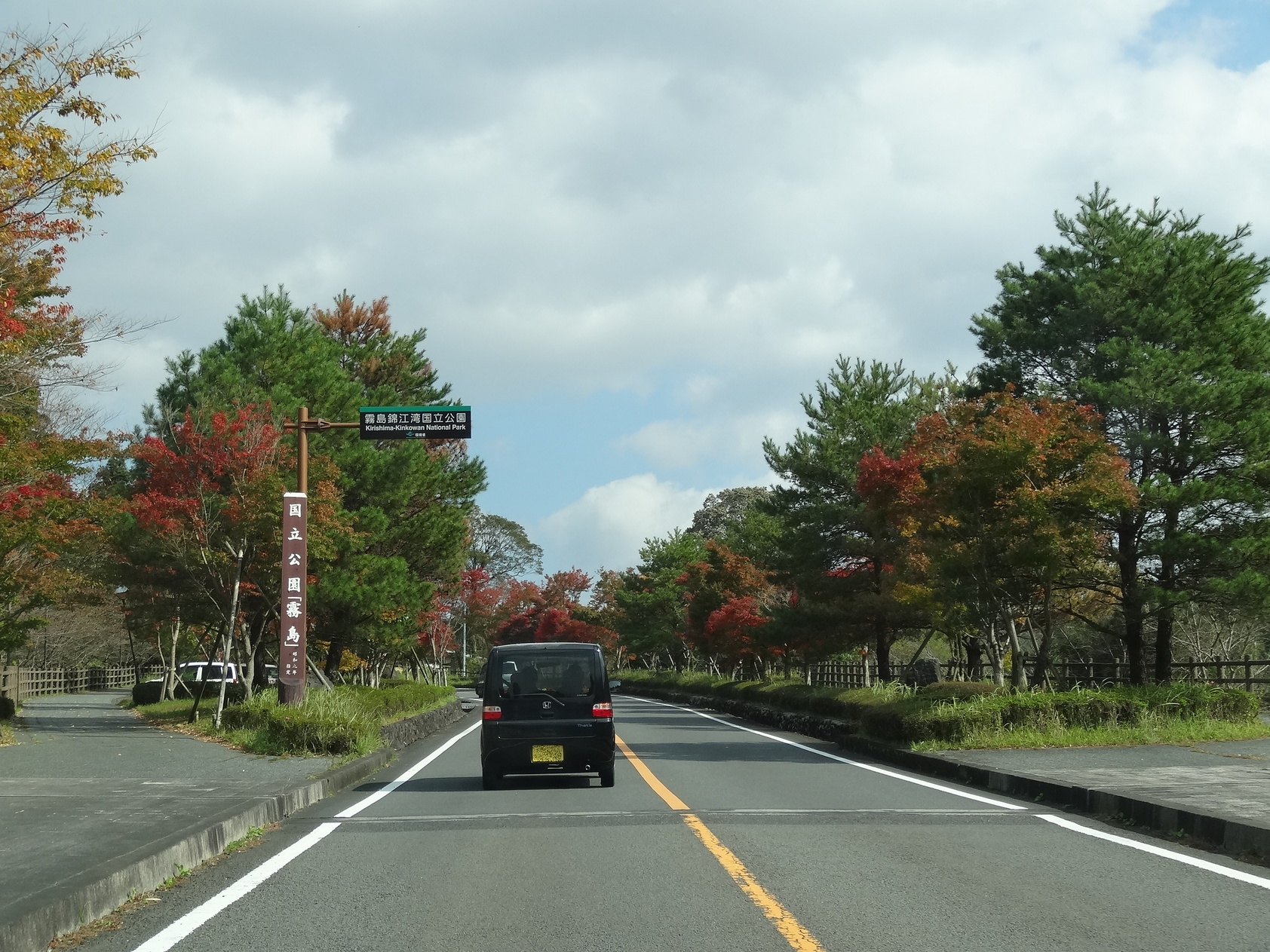
終点の霧島神宮付近

### 通過する自治体
- 霧島市

### 交差する道路
| 交差する道路                                                                        | 交差する場所   | 交差する場所            |
| ----------------------------------------------------------------------------------- | -------------- | ----------------------- |
| 国道10号                                                                            | 国分広瀬三丁目 | 広瀬西交差点 / 起点     |
| 鹿児島県道471号北永野田小浜線 重複区間起点 鹿児島県道472号日当山敷根線 重複区間起点 | 国分中央3丁目  | 国分川跡交差点          |
| 鹿児島県道472号日当山敷根線 重複区間終点                                            | 国分中央1丁目  | 国分中央一丁目交差点    |
| 鹿児島県道471号北永野田小浜線 重複区間終点                                          | 国分清水1丁目  | 国分清水交差点          |
| 宮崎県道・鹿児島県道2号都城隼人線 重複区間起点                                      | 国分新町       | 久保田交差点            |
| 宮崎県道・鹿児島県道2号都城隼人線 重複区間終点                                      | 国分重久       |                         |
| 鹿児島県道475号豊後迫隼人線                                                         | 霧島大窪       |                         |
| 鹿児島県道470号犬飼霧島神宮停車場線 重複区間起点                                    | 霧島大窪       |                         |
| 鹿児島県道470号犬飼霧島神宮停車場線 重複区間終点                                    | 霧島田口       | 霧島神宮駅前交差点      |
| 国道223号                                                                           | 霧島田口       | 霧島神宮前交差点 / 終点 |

### 交差する鉄道
- 日豊本線

### 沿線
- 霧島市立国分西小学校
- 霧島市立国分中学校
- 霧島市立国分北小学校
- 霧島市立大田小学校
- 霧島市立霧島中学校
- 霧島市立霧島小学校
- 霧島神宮